# Amt Olfen
Das Amt Olfen war ein Amt im Kreis Lüdinghausen in Nordrhein-Westfalen. Im Rahmen der nordrhein-westfälischen Gebietsreform wurde das Amt zum 1. Januar 1975 aufgelöst.

## Geschichte
Im Rahmen der Einführung der Landgemeindeordnung für die Provinz Westfalen wurde 1843 im Kreis Lüdinghausen aus der alten Bürgermeisterei Olfen das Amt Olfen gebildet, das die Stadt Olfen sowie die Gemeinde Kirchspiel Olfen (auch Landgemeinde Olfen genannt) umfasste.
Das Amt Olfen wurde zum 1. Januar 1975 durch das Münster/Hamm-Gesetz aufgelöst. Die Stadt Olfen  und die Gemeinde Kirchspiel Olfen wurden zu einer neuen Stadt Olfen zusammengeschlossen, die Rechtsnachfolgerin des Amtes wurde und zum neuen Kreis Coesfeld kam.

## Einwohnerentwicklung
| Jahr | Einwohner | Quelle |
| ---- | --------- | ------ |
| 1858 | 2929      | [ 2 ]  |
| 1871 | 2964      | [ 3 ]  |
| 1885 | 2984      | [ 4 ]  |
| 1910 | 3459      | [ 5 ]  |
| 1939 | 4310      | [ 6 ]  |
| 1950 | 6238      | [ 7 ]  |
| 1974 | 7420      | [ 7 ]  |